# Dream (grupo estadunidense)
Dream foi um girl group estadunidense de música pop. Composta por quatro garotas, o grupo formou-se originalmente em 1998, por Holly Blake-Arnstein, Melissa Schuman, Ashley Poole e Alex Chester. O grupo teve contrato com a gravadora de Sean Combs e em 1999, Alex Chester foi substituída por Diana Ortiz. O grupo lançou seu single de estreia "He Loves U Not" em 2000 e seu primeiro álbum It Was All a Dream no início de 2001. "He Loves U Not" alcançou o segundo lugar na parada musical mais importante nos Estados Unidos, a Billboard Hot 100. No entanto, após o lançamento de seu segundo single, o grupo ficou esquecido. Dream voltou às mídias americanas apenas em 2002, quando Combs anunciou que Melissa Schuman havia deixado o grupo para seguir carreira solo como atriz. Uma longa pesquisa conduzida por Combs e as três membros restantes levou a Kasey Sheridan tornando-se a membro mais jovem do grupo no início do outono de 2002.
Em 2003, o grupo lançou um novo single com a participação do rapper Loon chamado "Krazy". O single e o vídeoclipe não receberam a aclamação e sucesso de "He Loves U Not". O segundo álbum, Reality, teve seu lançamento adiado várias vezes; A gravadora Bad Boy posteriormente abandonou o Dream, que se desfez, apesar de sua dissolução não ter sido anunciada formalmente. Em setembro de 2005, o álbum Reality foi lançado para download digital pela Clockwork/2620/Universal Records da loja francesa Virgin Megastores, e em maio de 2008 no iTunes.
Em 29 de maio de 2015, o Dream anunciou via rede social que estariam fazendo um retorno com novas músicas. Em 5 de outubro de 2016, Ashley Poole anunciou via Snapchat e Facebook que o Dream foi novamente dissolvido e um novo álbum não será lançado.

## Ex-integrantes
- Holly Blake-Arnstein (1998–2003, 2015-2016)
- Melissa Schuman (1998–2003, 2015-2016)
- Ashley Poole (1998–2003, 2015-2016)
- Diana Ortiz (1999–2002, 2015-2016)
- Alex Chester (1998–1999)
- Kasey Sheridan (2002–2003)

## Discografia

### Álbuns de estúdio
- It Was All a Dream (2001)
- Reality (2003)

### Singles
- "He Loves U Not" (2000)
- "This Is Me" (2001)
- "Krazy" (2003)